# Bomolocha uvalis
Bomolocha uvalis là một loài bướm đêm trong họ Noctuidae.